# Christoph Poppen
Christoph Poppen (* 9. März 1956 in Münster) ist ein deutscher Dirigent und Violinist.

## Künstlerisches Wirken
Christoph Poppen wurde 1995 Dirigent und künstlerischer Leiter des Münchener Kammerorchesters. Seine Programmatik, die auf einer Kontrastierung von klassischen und zeitgenössischen Werken sowie einer Vielzahl von Auftragskompositionen basiert, fand international Beachtung. Im August 2006 übernahm er die Position des Chefdirigenten des Rundfunk-Sinfonieorchesters Saarbrücken, das er nach der Verschmelzung mit dem Rundfunkorchester Kaiserslautern ab September 2007 unter dem Namen Deutsche Radio Philharmonie Saarbrücken Kaiserslautern bis zum Sommer 2011 leitete. Höhepunkt der ersten Saison war ein Open-Air-Konzert mit Pianistin Hélène Grimaud auf der Insel Mainau. Seit 2013 hat er die Leitung des Kölner Kammerorchesters als Principal Conductor inne und wurde 2015 auch zum Principal Guest Conductor der Hongkong Sinfonietta berufen. In Portugal gründete er 2014 das Internationale Musikfestival Marvao, dessen künstlerische Leitung er zusammen mit Juliane Banse verantwortet.
Über seine Leitungsfunktionen hinaus arbeitet Poppen regelmäßig als Gastdirigent, u. a. mit den Rotterdamer Philharmonikern, Indianapolis Symphony Orchestra, Detroit Symphony Orchestra, Symphonieorchester des Bayerischen Rundfunks, Orchester der Königlichen Dänischen Oper Kopenhagen, Singapore Symphony, New Japan Philharmonic, Turku Philharmonic, Amsterdam Sinfonietta, Bamberger Symphoniker, Düsseldorfer Symphoniker und vielen anderen.
Christoph Poppen ist mit der Sopranistin Juliane Banse verheiratet. Das Ehepaar hat drei Kinder und lebt in Dießen am Ammersee.

## Musikpädagoge
Als Pädagoge lehrte er von 1988 bis 1995 an der Hochschule für Musik Detmold und folgte 1995 einem Ruf an die Hochschule für Musik „Hanns Eisler“ Berlin, deren Rektor er von 1996 bis 2000 war. Seit 2003 ist er Professor für Violine und Kammermusik an der Hochschule für Musik und Theater München. Nach fünfjährigem Wirken hat er 2005 die künstlerische Leitung des Internationalen Musikwettbewerbs der ARD an seinen Nachfolger übergeben.

## Auszeichnungen – Ehrungen
Als Solist ist er Preisträger zahlreicher nationaler und internationaler Violinwettbewerbe. 1978 gründete er das Cherubini-Quartett, mit dem er als Primarius 1981 den Grand Prix beim Internationalen Streichquartett-Wettbewerb in Evian/Frankreich gewann. 1984 erhielt er den  Förderpreis des Landes Nordrhein-Westfalen für Musik.
Es folgten Konzerte auf fast allen bedeutenden Podien der Welt sowie zahlreiche CD-, Rundfunk- und Fernsehaufnahmen. Sein CD- und Konzertprojekt „Morimur“ – eine Aufnahme der Bach-Partita d-moll  mit dem Hilliard-Ensemble – geht in die sechste Saison. 2010 wurde ihm der alle zwei Jahre vergebene Kunstpreis des Saarlandes zugesprochen. Der Verleihungsakt erfolgte Anfang 2011.